# Мезола
Мезола (італ. Mesola) — муніципалітет в Італії, у регіоні Емілія-Романья, провінція Феррара.
Мезола розташована на відстані близько 340 км на північ від Рима, 85 км на північний схід від Болоньї, 50 км на схід від Феррари.
Населення — 7010 осіб (2014).

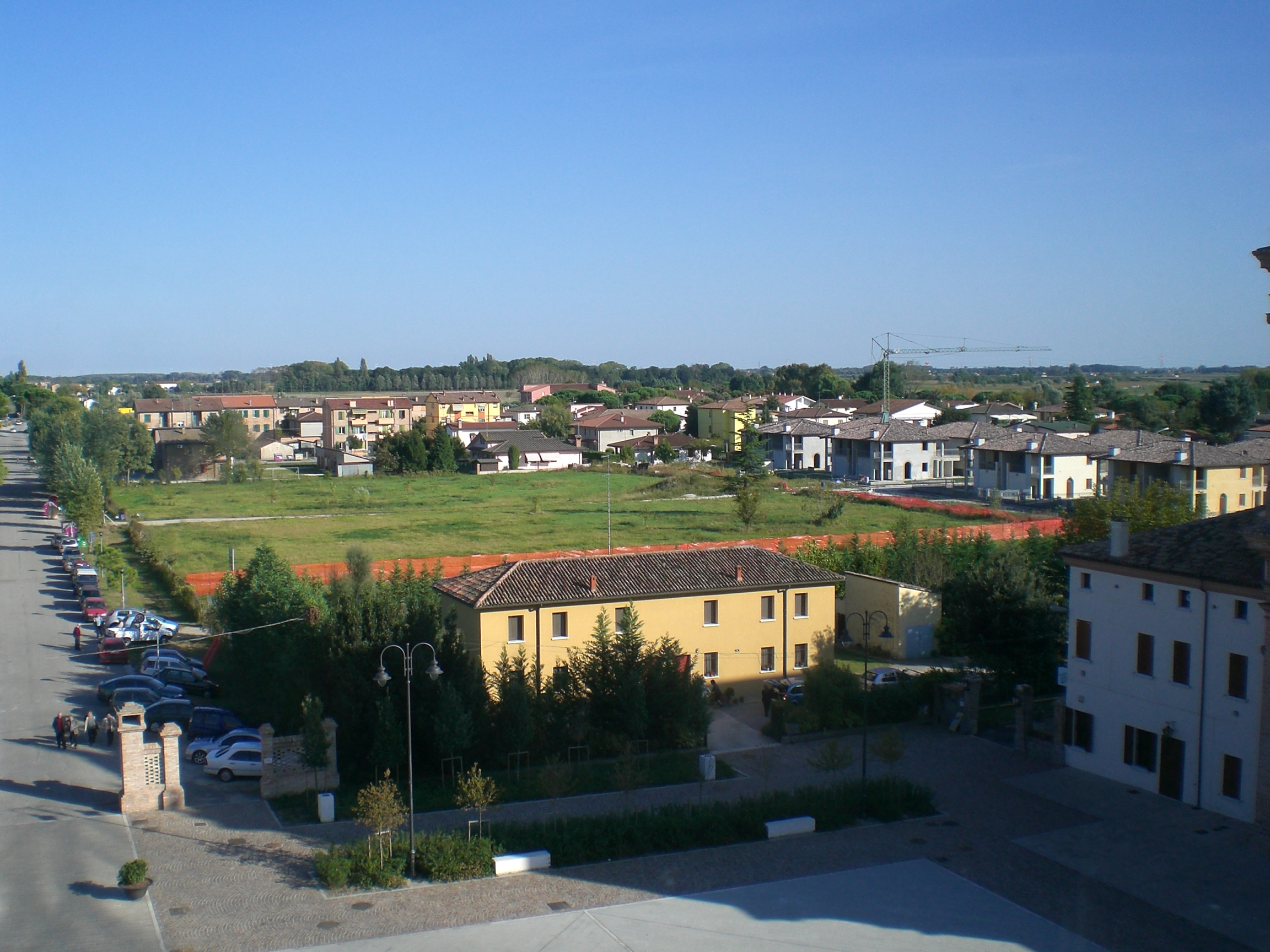

Щорічний фестиваль відбувається 7 квітня. Покровитель — святий Петро.

## Демографія
Населення за роками:

Станом на 1 січня 2023 року в муніципалітеті офіційно проживало 379 іноземців з 34 країн, серед них 134 громадяни країн Євросоюзу та 42 громадяни України.

## Сусідні муніципалітети
- Аріано-нель-Полезіне
- Берра
- Кодігоро
- Горо